# Aurélia (livro)
Aurélia é uma obra de Gérard de Nerval, escrita no ápice da esquizofrenia que afetou seus últimos anos de vida. A produção da obra iniciou-se em 1853 e terminou no ano seguinte; mas só veio a ser lançada em 1855, mesmo ano em que o autor comete suicídio.
O livro foi iniciado como um exercício proposto pelo psiquiatra do autor, Émile Blanche, durante a internação de Nerval no ano de 1853. A obra se divide em duas partes, propostas como uma “transcrição de uma longa doença” – em referência à esquizofrenia, que acometia o autor desde 1841 – e apresenta escritos autobiográficos, especialmente relacionados a seus sonhos. Ao longo do livro, como em cartas enviadas a alguém em específico, Gérard de Nerval descreve seus sonhos e os relaciona com sua trajetória de vida e sua personalidade.